# Sojusz dla Włoch
Sojusz dla Włoch (wł. Alleanza per l'Italia, ApI) – włoska centrowa partia, powstała w 2009, deklarująca opozycyjność zarówno wobec prawicowego, jak i lewicowego populizmu.
Powstanie partii zainicjował Francesco Rutelli z Partii Demokratycznej, były prezydent centrowej Margherity. Pod koniec października 2009 zaprezentował manifest na rzecz zmian i dobrych rządów (Manifesto per il Cambiamento e il Buongoverno). 11 listopada 2009 zadeklarował tworzenie nowego ugrupowania pod roboczą nazwą Sojusz dla Włoch.
Do powołanego przez byłego burmistrza Rzymu partii przystąpiło około dziesięciu posłów i senatorów. Członkowie ApI w większości należeli do liberalnego i chadeckiego skrzydła Partii Demokratycznej (m.in. była minister Linda Lanzillotta), kwestionującego nadmierną lewicowość PD. Sojusz zasilili też działacze Białej Róży (w tym jej lider Bruno Tabacci), formacji Włochy Wartości (Pino Pisicchio), socjalistyczny działacz Enrico Boselli i samorządowiec Lorenzo Dellai.
W 2010 ugrupowanie współtworzyło centrową koalicję polityczną Nowy Biegun dla Włoch, która faktycznie rozpadła się w 2012. We wrześniu tego samego roku lider partii zadeklarował powrót do koalicji centrolewicowej. W grudniu część działaczy (w tym Bruno Tabacci) przystąpiła do nowej inicjatywy pod nazwą Centrum Demokratyczne. Ostatecznie Sojusz dla Włoch zrezygnował z udziału w wyborach w 2013. Ugrupowanie zostało rozwiązane w 2016.